# Jim Carrey
James Eugene «Jim» Carrey (Newmarket, Ontario, 17 de enero de 1962) es un actor y comediante canadoestadounidense. Es conocido por sus interpretaciones cómicas slapstick. Por su trabajo ganó dos premios Globo de Oro y fue candidato a un premio BAFTA. 
Empezó a trabajar a finales de la década de 1970 como comediante en vivo, en el club Yuk Yuk's de Toronto. Después de obtener cierto prestigio, en 1981 comenzó a trabajar en the Comedy Store de Los Ángeles, donde lo vio el humorista Rodney Dangerfield, quien lo contrató para la apertura de sus giras. Interesado en el cine y la televisión, desarrolló una amistad con Damon Wayans, que le consiguió un papel en el programa de humor In Living Color, en el que interpretó a varios personajes durante la década de 1990.
Después de trabajar en series de televisión y varias películas de bajo presupuesto, protagonizó la comedia Ace Ventura, que se estrenó en febrero de 1994 y tuvo una secuela en 1995, Ace Ventura: When Nature Calls, en la que volvió a interpretar a un detective de mascotas. Le siguieron papeles como el de Stanley Ipkiss en The Mask, que le valió una nominación al Globo de Oro a mejor actor en una comedia o musical, Lloyd Christmas en Dumb and Dumber, ambas de 1994, y Fleetcher Reed en Liar Liar de 1997. En 1999 y 2000, ganó el Globo de Oro por The Truman Show y Man on the Moon.
Continuó protagonizando comedias, entre ellas How the Grinch Stole Christmas (2000), Bruce Almighty (2003), Lemony Snicket's A Series of Unfortunate Events (2004), Fun with Dick and Jane (2005), Yes Man (2008), A Christmas Carol (2009) y Mr. Popper's Penguins (2011). También interpretó roles dramáticos, entre ellos el de Joel Barish en Eternal Sunshine of the Spotless Mind (2004), junto a Kate Winslet y Kirsten Dunst, por el que recibió otra nominación al Globo de Oro, y Steven Jay Russell en I Love You Phillip Morris (2009). En 2014, protagonizó la secuela de Dumb & Dumber, Dumb and Dumber To, que fue un éxito en taquilla.
Se casó en dos ocasiones, primero con Melissa Womer, con quien contrajo matrimonio en 1987, y luego con Lauren Holly, con quien solo convivió un año. Después se relacionó con la actrices Renée Zellweger, a quien conoció durante la filmación de la película Me, Myself & Irene, la directora Laurie Holden y la modelo Jenny McCarthy. En 2012, comenzó una relación con Cathriona White, quien falleció a causa de una sobredosis de fármacos en 2015.

## Biografía

### Primeros años
Carrey nació en la ciudad de Newmarket, en Ontario. Es hijo de Kathleen Oram, ama de casa, y de Percy Carrey, contable de profesión y músico aficionado. Tiene tres hermanos mayores, John, Patricia y Rita. Su familia es católica, de ascendencia francesa, irlandesa y escocesa por parte materna, y francocanadiense (el apellido original era Carré) por parte paterna. Cuando tenía catorce años, su familia se mudó a Scarborough. Asistió a la Blessed Trinity Catholic School, en North York, durante dos años, al Agincourt Collegiate Institute otro año y brevemente al Northview Heights Secondary School, donde terminó su formación.
Vivió en ocho años en Burlington, donde asistió al Aldershot High School. En una entrevista con el Hamilton Spectator de febrero de 2007, comentó: "Si mi carrera en el espectáculo no hubiera cuajado, probablemente estaría ahora en Hamilton (Ontario), trabajando en la fundición de Dofasco". Mirando desde Burlington Bay hacia Hamilton, podía ver las fundiciones y pensó: "Allí es donde están los grandes trabajos". En esa época, trabajó en un centro de experimentación científica en Richmond Hill, Ontario.

## Carrera
En 1977, a los quince años, animado por su padre, empezó a trabajar en un cabaret de Toronto imitando a Elvis Presley, James Stewart y Jerry Lewis, en quien se inspiró para uno de los rasgos más característicos de su humor, el gesto dislocado. En 1979, bajo la dirección de Leatrice Spevack, comenzó a hacer comedia en vivo en el club Yuk Yuk's de Toronto, donde pasó a ser cabeza de cartel en febrero de 1981. Un crítico del periódico Toronto Star dijo sobre él que era "el nacimiento de una auténtica estrella".
A principios de los años 1980, decidió emigrar a Los Ángeles y comenzó a trabajar en The Comedy Store, donde lo descubrió el humorista Rodney Dangerfield, que lo contrató como su telonero. Entonces, se interesó por el cine y la televisión e hizo una audición para la temporada 1980-1981 de Saturday Night Live, de la NBC. Aunque no fue seleccionado, fue anfitrión del programa en mayo de 1996 y en enero de 2011.
Joel Schumacher le hizo una audición para la comedia D.C. Cab, pero no lo eligió. Su primer papel importante en televisión fue el de Saltan Tarkenton, un joven productor de animación en la miniserie de la NBC The Duck Factory, emitida entre el 12 de abril y el 11 de julio de 1984, que mostraba el "entre bastidores" de un equipo que producía una serie de dibujos animados. Carrey continuó trabajando en películas pequeñas y papeles menores en televisión, que lo llevaron a una amistad con su compañero humorista Damon Wayans, con quien en 1989 coprotagonizó la película Las chicas de la tierra son fáciles en la que hacían de extraterrestres. Cuando el hermano de Wayans, Keenen Ivory Wayans, comenzó a desarrollar un programa de comedia para Fox llamado In Living Color, lo contrató como miembro del reparto, cuyos personajes incluyen a Fire Marshall Bill, un inspector masoquista y la culturista masculina femenina Vera de Milo.

### Hollywood
Carrey debutó en cine en Rubberface en 1981. Ese mismo año, protagonizó una comedia canadiense de Damian Lee sobre esquí, Copper Mountain, en la que imita a Sammy Davis Jr.. Dado que dura menos de una hora y que consiste principalmente en actuaciones musicales de Rita Coolidge y Ronnie Hawkins, no se considera una auténtica película.

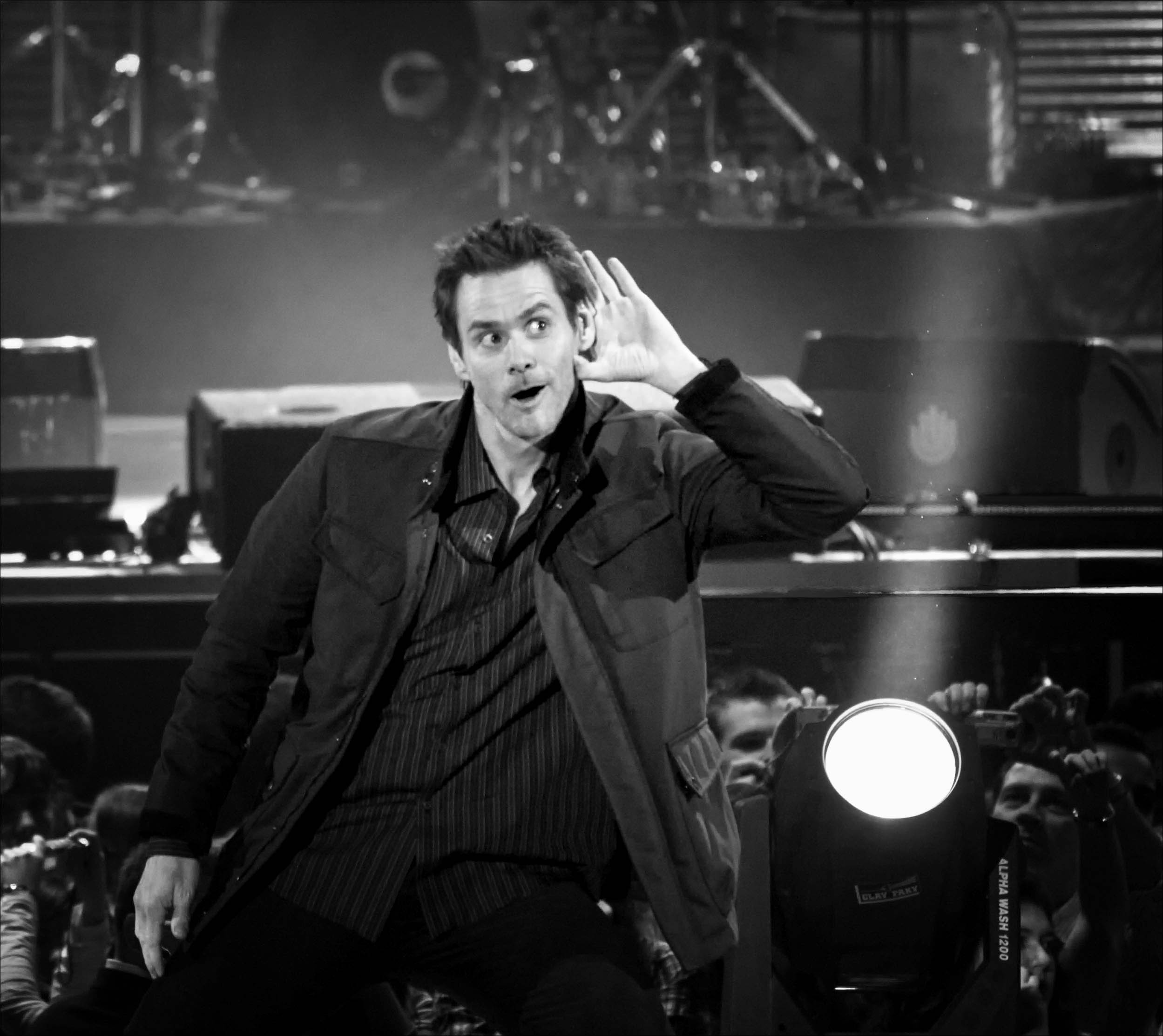
Carrey en Madrid en 2008

En 1985, obtuvo su primer protagónico en la comedia de humor negro Once Bitten, en el papel de Mark Kendall, un adolescente virgen seducido por una vampiresa de cuatrocientos años interpretada por Lauren Hutton. Luego realizó papeles secundarios en Peggy Sue Got Married (1986), The Dead Pool (1988) y Earth Girls Are Easy. En 1994, protagonizó Ace Ventura. Aunque la película recibió críticas negativas y Carrey fue nominado en 1995 a los Premios Golden Raspberry como peor estrella emergente, fue bien recibida por el público. Su personaje de Ace Ventura se volvió un icono popular que le permitió convertirse en una superestrella. Fue un éxito comercial, al igual que sus otros dos papeles de ese mismo año: The Mask y Dumb and Dumber.
En 1995, interpretó a Riddler en Batman Forever y retomó el papel de Ace Ventura en Ace Ventura: When Nature Calls. Cobró veinte millones de dólares por su siguiente película, The Cable Guy (dirigida por Ben Stiller), una suma récord para un actor cómico. La película no recibió buenas críticas, pero Carrey volvió a recibirlas por Liar Liar, donde regresó a su estilo de comedia. Se le redujo ligeramente el salario para el protagónico de la película de ciencia ficción The Truman Show de 1998. A pesar de que la película fue nominada a tres premios, Carrey no recibió ninguna nominación, lo que le llevó a decir en broma que «es un honor ser nominado... oh, no», durante la emisión de los premios. Por The Truman Show ganó un Globo de Oro al mejor actor dramático y un MTV Movie Award a la mejor interpretación masculina. Ese mismo año, se interpretó a sí mismo en el episodio final de The Larry Sanders Show de Garry Shandling, en el que desnudaba al personaje de Shandling. En el año 2000, interpretó al cómico Andy Kaufman en Man on the Moon. Recibió un Globo de Oro a mejor actor en comedia o musical. También volvió a trabajar con los hermanos Farrelly en Me, Myself & Irene, película acerca de un policía con personalidad múltiple que se enamora de una mujer interpretada por Renée Zellweger.
En 2003, trabajó otra vez con Tom Shadyac en Bruce Almighty que, con una recaudación de más de 242 millones de dólares en Estados Unidos y más de 484 millones en todo el mundo, se convirtió en la segunda comedia más taquillera de la historia. Por su papel en Eternal Sunshine of the Spotless Mind (2004) fue nominado a un Globo de Oro, mientras que la película ganó el Óscar al mejor guion original. Ese mismo año, interpretó al Conde Olaf en Lemony Snicket's A Series of Unfortunate Events de Lemony Snicket, basada en la novela juvenil homónima y lo incorporaron al Paseo de la Fama Canadiense. En 2005, protagonizó una nueva versión de Fun with Dick and Jane en la que interpretó a Dick, un hombre que se convierte en ladrón de bancos después de perder su trabajo. En 2007 volvió a dirigirlo Schumacher en El número 23, un thriller psicológico coprotagonizado por Virginia Madsen y Danny Huston, en el que interpreta a un hombre que se obsesiona con el número 23, después de encontrar un libro sobre un personaje con la misma obsesión.
En 2009 protagonizó el drama I Love You Phillip Morris junto con Ewan McGregor. La película había sido rodada en 2007, pero se estrenó mucho después ya que los distribuidores pensaron que el público no iría a verla por ser "demasiado gay".
En diciembre de 2010, las películas de Carrey habían recaudado más de 2,3 billones de dólares. En 2011 estrenó Mr. Popper's Penguins y en 2013 The Incredible Burt Wonderstone, película cómica dirigida por Don Scardino y coprotagonizada por Steve Carell.
En 2014 protagonizó la secuela de Dumb & Dumber, Dumb and Dumber To, que fue un éxito de taquilla. Tanto Carrey como Jeff Daniels repitieron sus roles veinte años después.
Tras cuatro años sin trabajos importantes, durante los que solo hizo una breve aparición en The Bad Batch (2017), en 2018 estrenó Dark Crimes.
En 2020 interpretó al Dr. Ivo Robotnik en la adaptación cinematográfica del videojuego Sonic the Hedgehog. El 9 de diciembre de 2021, se presentó el tráiler de la secuela basada en la franquicia de videojuegos de SEGA, en la que Carrey interpreta nuevamente al Dr. Ivo Robotnik, a pesar de que había dicho que no quería participar en ninguna secuela. En 2024, retomó el personaje en la tercera entrega.
Desde octubre a diciembre de 2020, imitó al candidato presidencial estadounidense Joe Biden en el programa Saturday Night Live en varias ocasiones. Su debut fue el 3 de octubre de 2020, en un sketch que parodiaba el primer debate presidencial entre Biden y Donald Trump, interpretado por Alec Baldwin.

## Vida personal
Carrey recibió la ciudadanía estadounidense el 7 de octubre de 2004 y mantiene la canadiense. En Canadá tiene una estrella en el Camino de la Fama de Toronto desde 1998.
Habló de sus episodios de depresión en noviembre de 2004 en una entrevista en 60 Minutes. También ha participado en campañas de concientización pública en internet sobre la represión política en Birmania. Es gran admirador y amigo de Eckhart Tolle y, en junio de 2009, lo presentó en una conferencia de la Alianza Global.
Es crítico del consenso científico que niega la relación entre la vacunación de triple viral con el autismo, y escribió un artículo para Huffington Post en el que cuestionaba la vacuna y la investigación de la vacunación. Con Jenny McCarthy, llevó a cabo una marcha en Washington para pedir la eliminación de tóxicos en las vacunas de los niños bajo la creencia de que han recibido "muchas vacunas, demasiado pronto, muchas de ellas tóxicas".

### Familia y relaciones
Carrey se casó con Melissa Womer el 28 de marzo de 1987. Su única hija, Jane Erin Carrey, nació el 6 de septiembre de 1987, en el condado de Los Ángeles. Se divorció a fines de 1995 y empezó una relación con su compañera en Dumb and Dumber, Lauren Holly. Se casaron el 23 de septiembre de 1996, pero el matrimonio duró menos de un año. Salió después con Renée Zellweger, a quien conoció en Me, Myself & Irene, relación que terminó en diciembre de 2000.
En la edición de mayo de 2006 de Playboy se mencionó que estaba saliendo con la modelo Anine Bing. En diciembre de 2005, empezó a salir con Jenny McCarthy. No hicieron pública su relación hasta junio de 2006. Ella dijo en The Ellen DeGeneres Show el 2 de abril de 2008 que estaban viviendo juntos, pero no tenían planes de casarse, ya que no necesitaban "un pedazo de papel". En abril de 2010, se separaron.

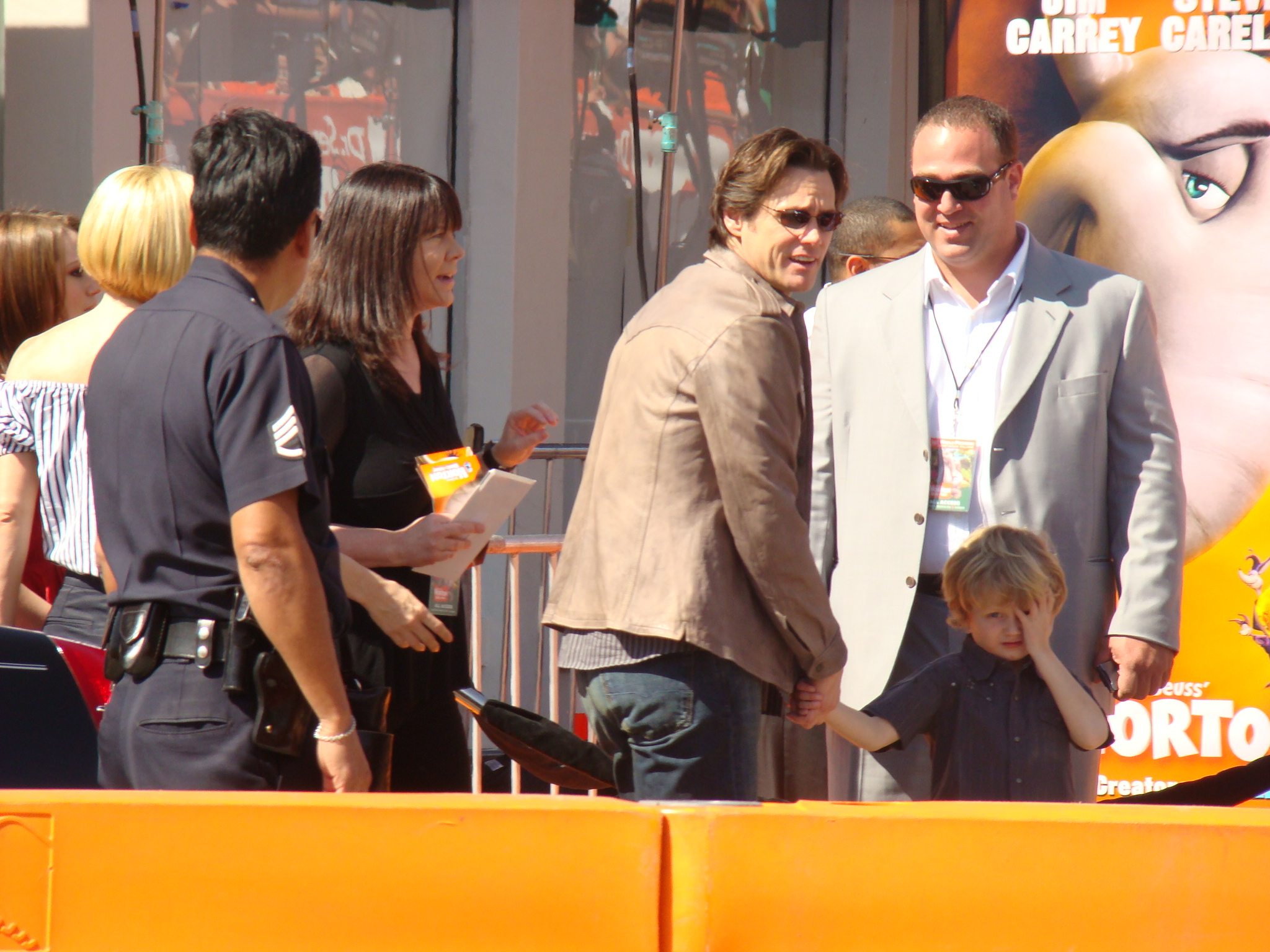
Carrey con su familia en 2008

El 27 de febrero de 2010, Carrey anunció en Twitter que su hija Jane iba a tener un hijo con su esposo Alex Santana, cantante de Blood Money bajo el nombre de Nitro.
Se rumoreó en 2011 que Carrey estaba saliendo con la concursante de America's Next Top Model, Anchal Joseph.
En 2012, comenzó una breve relación con la maquilladora irlandesa Cathriona White, con quien volvió a salir entre mayo y el 24 de septiembre de 2015. La noche del 28 de septiembre, White, de 28 años, fue hallada sin vida en su departamento de Los Ángeles por dos amigas que habían ido a visitarla. La policía señaló que había muerto por una sobredosis de pastillas que encontraron al lado de su cuerpo. Además, había dejado una nota de suicidio en la que mencionaba su ruptura con Carrey. Al día siguiente, en un comunicado publicado por Huffington Post Carrey dijo: "Estoy conmocionado y profundamente entristecido por el fallecimiento de mi dulce Cathriona. Ella era una flor irlandesa verdaderamente amable y delicada, demasiado sensible para este suelo, para quien amar y ser amada era todo lo que brilla" y añadió: "Mi corazón está con su familia y amigos y con todos aquellos que la amaban y cuidaba de ella. Todos hemos sido golpeados por un rayo".
En 2018, durante los Globos de Oro, Carrey se presentó con su pareja, la comediante Ginger Gonzaga, con quien había estado saliendo desde enero de ese año, después de conocerse trabajando en Kidding. Sin embargo, en 2019 anunciaron su separación.

### Creencias
Carrey es crítico del consenso científico de que no hay evidencia de la relación entre la vacunación y el autismo. Escribió un artículo cuestionando el valor de la vacunación y de la investigación sobre vacunas para el Huffington Post. Con su antigua pareja Jenny McCarthy, lideró una marcha llamada "Green Our Vaccines" en la ciudad de Washington, para promover el retiro de supuestas sustancias tóxicas de las vacunas infantiles, a partir de la creencia, contraria a la evidencia científica, de que los niños reciben "demasiadas vacunas, muy pronto, muchas de las cuales son tóxicas." La marcha fue criticada por David Gorski, médico y oncólogo en el sitio web Science Based Medicine por ser "antivacunas" y no por la seguridad en las vacunas y por el médico Steven Parker en el sitio web WebMD por ser "irresponsable".
El 1 de julio de 2015, después de la firma de una nueva ley de vacunaciòn, Carrey llamó al gobernador de California, Jerry Brown, "fascista corporativo" por creer que envenenaba niños al firmar esa ley. La nueva ley eliminó las excepciones religiosas y filosóficas para la vacunación. Fue criticado por estas palabras como "un ignorante en lo que se refiere a vacunas" por Arthur Caplan director de la división de "Ética médica" en la Universidad de Nueva York, y por Jeffrey Kluger describiendo sus palabras como "odiosas, densas e inmunes a la razón".

## Filmografía
| Año  | Título                                          | Personaje                                                 |
| ---- | ----------------------------------------------- | --------------------------------------------------------- |
| 1983 | The Sex and Violence Family Hour                | Varios personajes (Video)                                 |
| 1983 | Copper Mountain                                 | Bobby Todd                                                |
| 1983 | All in Good Taste                               | Ralph Parker                                              |
| 1984 | Finders Keepers                                 | Lane Bidlekoff                                            |
| 1985 | Once Bitten                                     | Mark Kendall                                              |
| 1986 | Peggy Sue Got Married                           | Walter Getz                                               |
| 1988 | The Dead Pool                                   | Johnny Squares                                            |
| 1989 | Earth Girls Are Easy                            | Wiploc                                                    |
| 1990 | Pink Cadillac                                   | Comediante                                                |
| 1991 | High Strung                                     | Muerte                                                    |
| 1992 | Itsy Bitsy Spider                               | The Exterminator (voz), Cortometraje                      |
| 1994 | Ace Ventura: Pet Detective                      | Ace Ventura, Escritor                                     |
| 1994 | La Máscara                                      | Stanley Ipkiss/La Máscara                                 |
| 1994 | Dumb and Dumber                                 | Lloyd Christmas                                           |
| 1995 | Batman Forever                                  | Edward Nygma/Riddler                                      |
| 1995 | Ace Ventura: When Nature Calls                  | Ace Ventura                                               |
| 1996 | The Cable Guy                                   | Ernie "Chip" Douglas                                      |
| 1997 | Liar Liar                                       | Fletcher Reede                                            |
| 1998 | Simon Birch                                     | Joe Wenteworth (adulto)                                   |
| 1998 | The Truman Show                                 | Truman Burbank                                            |
| 1999 | Man on the Moon                                 | Andy Kaufman/Tony Clifton                                 |
| 2000 | Me, Myself & Irene                              | Charlie Baileygates/Hank Evans                            |
| 2000 | Dr. Seuss' How The Grinch Stole Christmas       | El Grinch                                                 |
| 2001 | The Majestic                                    | Peter Appleton                                            |
| 2003 | Bruce Almighty                                  | Bruce Nolan                                               |
| 2004 | Eternal Sunshine of the Spotless Mind           | Joel Barish, Productor                                    |
| 2004 | Lemony Snicket's A Series of Unfortunate Events | Conde Olaf                                                |
| 2005 | Fun with Dick and Jane                          | Dick Harper, Productor                                    |
| 2007 | The Number 23                                   | Walter Sparrow/Detective Fingerling                       |
| 2008 | Dr. Seuss' Horton Hears a Who!                  | Horton (voz)                                              |
| 2008 | Yes Man                                         | Carl Allen, Productor                                     |
| 2009 | I Love You Phillip Morris                       | Steven Jay Russell                                        |
| 2009 | Under the Sea 3D                                | Narrador, Documental                                      |
| 2009 | A Christmas Carol                               | Ebenezer Scrooge y Fantasmas (voz), Captura de movimiento |
| 2011 | Mr. Popper's Penguins                           | Tom Popper                                                |
| 2013 | The Incredible Burt Wonderstone                 | Steve Gray                                                |
| 2013 | Kick-Ass 2                                      | Coronel Stars and Stripes                                 |
| 2013 | Anchorman 2: The Legend Continues               | Scott Reils, Cameo sin acreditar                          |
| 2014 | Dumb and Dumber To                              | Lloyd Christmas                                           |
| 2017 | The Bad Batch                                   | The Hermit                                                |
| 2017 | Jim & Andy: The Great Beyond                    | Él mismo, Documental                                      |
| 2018 | Dark Crimes                                     | Tadek                                                     |
| 2020 | Sonic, la película                              | Dr. Ivo Robotnik                                          |
| 2022 | Sonic 2, la película                            | Dr. Ivo Robotnik                                          |
| 2024 | Sonic 3, la película                            | Dr. Ivo Robotnik y prof. Gerald Robotnik                  |

### Televisión
| Año       | Título                        | Personaje                 | Notas                        |
| --------- | ----------------------------- | ------------------------- | ---------------------------- |
| 1980      | The All-Night Show            | Varios personajes         | Solo voz                     |
| 1983      | Rubberface                    | Tony Moroni               | Película para televisión     |
| 1984      | Buffalo Bill                  | Imitador de Jerry Lewis   | No figura en los créditos    |
| 1984      | The Duck Factory              | Skip Tarkenton            | 13 episodios                 |
| 1989      | Mike Hammer: Murder Takes All | Brad Peters               | Película para televisión     |
| 1990-1994 | In Living Color               | Varios personajes         |                              |
| 1992      | Doing Time on Maple Drive     | Tim Carter                | Película para televisión     |
| 1994      | Space Ghost Coast to Coast    | Él mismo                  | 2 episodios                  |
| 2011      | The Office                    | Chico de los Lagos Finger | Episodio: "Search Committee" |
| 2017-2018 | I'm Dying Up Here             | N/A                       | Productor ejecutivo          |
| 2018-2020 | Kidding                       | Jeff/Mr. Pickles          | Productor ejecutivo          |

## Premios

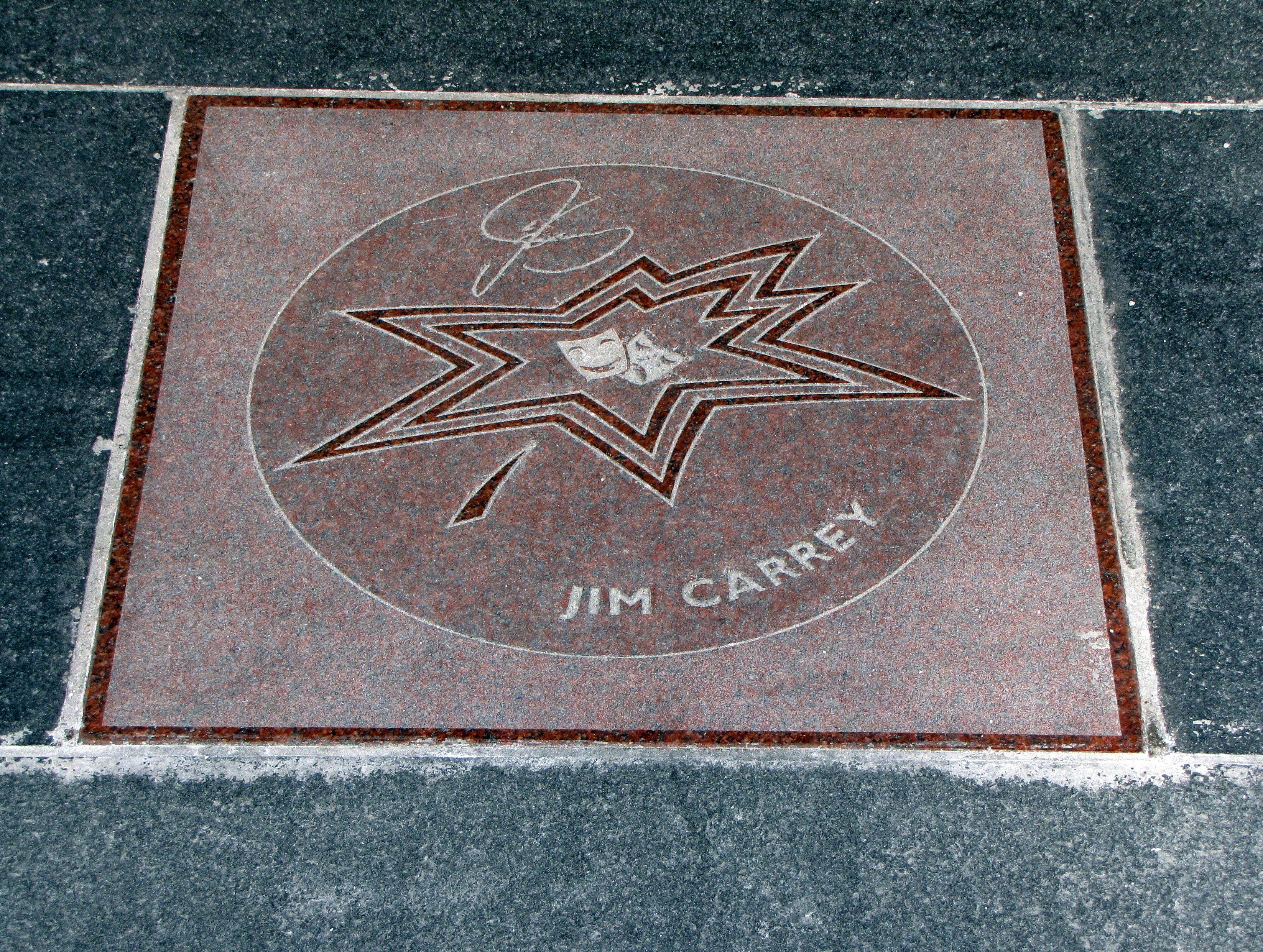
Estrella de Jim Carrey en el Paseo de la fama de Canadá

### Globo de Oro

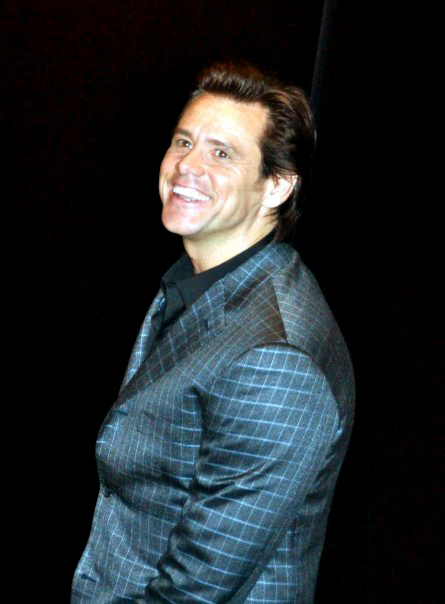
Carrey en el Festival de cine de Cannes en 2009

| Año  | Categoría                                              | Película                              | Resultado |
| ---- | ------------------------------------------------------ | ------------------------------------- | --------- |
| 1995 | Mejor actor - Comedia o musical                        | La máscara                            | Nominado  |
| 1998 | Mejor actor - Comedia o musical                        | Liar Liar                             | Nominado  |
| 1999 | Mejor actor - Drama                                    | The Truman Show                       | Ganador   |
| 2000 | Mejor actor - Comedia o musical                        | Man on the Moon                       | Ganador   |
| 2001 | Mejor actor - Comedia o musical                        | El Grinch                             | Nominado  |
| 2005 | Mejor actor - Comedia o musical                        | Eternal Sunshine of the Spotless Mind | Nominado  |
| 2019 | Mejor actor de serie de televisión - Comedia o musical | Kidding                               | Nominado  |

### BAFTA
| Año  | Categoría   | Película                              | Resultado |
| ---- | ----------- | ------------------------------------- | --------- |
| 2005 | Mejor actor | Eternal Sunshine of the Spotless Mind | Nominado  |

### MTV Movie
| Año  | Categoría                           | Película                                        | Resultado |
| ---- | ----------------------------------- | ----------------------------------------------- | --------- |
| 1994 | Mejor actuación cómica              | Ace Ventura                                     | Nominado  |
| 1995 | Mejor actuación cómica              | La máscara                                      | Nominado  |
| 1995 | Secuencia de baile                  | La máscara                                      | Nominado  |
| 1995 | Equipo en pantalla                  | Dumb and Dumber                                 | Nominado  |
| 1995 | Mejor beso (con Lauren Holly)       | Dumb and Dumber                                 | Ganador   |
| 1995 | Mejor actuación cómica              | Dumb and Dumber                                 | Ganador   |
| 1996 | Mejor villano                       | Batman Forever                                  | Nominado  |
| 1996 | Mejor beso (con Sophie Okonedo)     | Ace Ventura: When Nature Calls                  | Nominado  |
| 1996 | Mejor actuación cómica              | Ace Ventura: When Nature Calls                  | Ganador   |
| 1996 | Mejor actuación masculina           | Ace Ventura: When Nature Calls                  | Nominado  |
| 1997 | Mejor pelea (con Matthew Broderick) | The Cable Guy                                   | Nominado  |
| 1997 | Mejor villano                       | The Cable Guy                                   | Ganador   |
| 1997 | Mejor actuación cómica              | The Cable Guy                                   | Ganador   |
| 1998 | Mejor actuación cómica              | Liar Liar                                       | Ganador   |
| 1999 | Mejor actuación masculina           | The Truman Show                                 | Ganador   |
| 2000 | Mejor actuación masculina           | Man on the Moon                                 | Nominado  |
| 2001 | Mejor actuación cómica              | Me, Myself & Irene                              | Nominado  |
| 2001 | Mejor villano                       | El Grinch                                       | Ganador   |
| 2004 | Mejor beso (con Jennifer Aniston)   | Bruce Almighty                                  | Nominado  |
| 2004 | Mejor actuación cómica              | Bruce Almighty                                  | Nominado  |
| 2005 | Mejor villano                       | Lemony Snicket's A Series of Unfortunate Events | Nominado  |
| 2006 | Premio Generación MTV               | Premio Generación MTV                           | Ganador   |
| 2009 | Mejor actuación cómica              | Yes Man                                         | Ganador   |

### Nickelodeon Kids' Choice Awards
| Año  | Trabajo Nominado                     | Categoría              | Resultado |
| ---- | ------------------------------------ | ---------------------- | --------- |
| 2025 | Dr. Robotnik en Sonic 3, la película | Actor de cine favorito | Nominado  |
| 2025 | Dr. Robotnik en Sonic 3, la película | Villano favorito       | Ganador   |